# Großache
Die Großache ist ein 79 km langer Fluss, der im Osten des österreichischen Bundeslandes Tirol das Leukental sowie den Achental genannten, südlichen Teil des bayerischen Chiemgaus durchfließt. In seinem Verlauf trägt der Fluss nacheinander fünf verschiedene Namen: Oberhalb Kitzbühels Jochberger Ache, von Kitzbühel bis St. Johann in Tirol Kitzbüheler Ache, im Mittellauf Großache und ab der Talenge bei Erpfendorf auch Kössener Ache, wobei Großache die Gesamtbezeichnung des Flusses im österreichischen Teil (Leukental) ist,
im deutschen Unterlauf gilt die Bezeichnung Tiroler Achen. Sie entspringt am Pass Thurn auf salzburgischem Gebiet, erreicht die Tiroler Grenze nach 400 m, die deutsche Grenze nach 55 km und mündet 24 km weiter bei Grabenstätt in den Chiemsee.

## Besonderheiten
Die Großache ist nicht der einzige Fluss, dessen Name sich an der Grenze zweier gleichsprachiger Länder ändert. Für den österreichischen Namen gibt es noch die Nebenform Große Ache, für den bayerischen die Nebenform Tiroler Ache. Die offizielle Schreibweise in Bayern Tiroler Achen stellt keinen Plural dar, sondern ist eine Eigenart der bairischen Sprache und ebenfalls weiblich. Auch die Bezeichnung Kössener Ache kommt vor.
Wildwasserkanuten kennen auch den Namen St. Johannser Ache für einen bestimmten Streckenabschnitt. Bemerkenswert ist auch, dass der Fluss im österreichischen Teil einen anderen Namen hat als das von ihm durchflossene Tal, weshalb früher für das Leukental oft irrtümlich die Bezeichnung „Großachental“ verwendet wurde.
In zahlreichen, auch seriösen Publikationen wird für den österreichischen Teil des Flusslaufes irrtümlich nur eine Länge von 48 km angegeben und in manchen Karten der Salzburger Beginn des Gewässers weggelassen. In der amtlichen Österreichischen Karte 1:200.000 ist als oberster Abschnitt des Flusslaufes der Trattenbach eingezeichnet, der länger und wohl auch wasserreicher ist als der nominelle oberste Abschnitt des Flusslaufes.

## Flusslauf
Der nominelle Ursprung der Jochberger Ache liegt auf 1270 m Meereshöhe am Pass Thurn. Ein paar der ersten Zuflüsse sind aber länger und wasserreicher. Der bedeutendste ist der Trattenbach; dieser kommt als Rinnsal aus einem Hochkar in etwa 1900 m Meereshöhe zwischen dem Zweitausender und dem Rossgruberkogel südlich des Kleinen Rettensteins und wird vor dem Zusammenfluss mit der Jochberger Ache noch von mehreren Quellen gespeist.
Der südliche Bereich des Leukentales bei Jochberg, Aurach und Kitzbühel ist von den Kitzbüheler Alpen umgeben. Die Gipfel an den Enden der Seitentäler haben Höhen bis zu 2363 m über dem Meer (Geißstein), um Kitzbühel weniger als 2000 m.
Die Großache bildet die östliche Begrenzung des Kaisergebirges. Im Talkessel von St. Johann in Tirol münden die Reither Ache und die Fieberbrunner Ache ein. Nach Norden noch im Leukental liegen die Orte Kirchdorf in Tirol und Erpfendorf sowie Kössen, wo der Kaiserwinkl, ein zum Inntal offenes Ostwesttal, ins Leukental einmündet. Vor Schleching durchbricht der Fluss die Chiemgauer Alpen in einer engen Schlucht, dem Entenloch. Bei Grassau erreicht die Tiroler Achen das Alpenvorland.
Über den Chiemsee und die Alz gehört sie zur rechten Seite des Flusssystems des Inn und damit dem der Donau, die ins Schwarze Meer mündet. Ihre wichtigsten Nebenflüsse sind nach der Fieberbrunner Ache samt ihren Nebenzuflüssen und der Reither Ache, welche im Spertental bei Aschau (Gemeinde Kirchberg) entspringt und mit dem Goinger Hausbach und dem Rettenbach auch die südliche Seite des Kaisergebirges entwässert, kurz vor Kössen die Schwarzlofer von Reit im Winkl und in Kössen der Kohlenbach mit dem Weißenbach vom Walchsee.

## Wasserbau und Naturschutz
Die zunehmende Besiedelung des Leuken- und des Achentals, des unteren Tals der Ache, seit den 1960er Jahren führten zu einer starken Belastung der Tiroler Achen und damit auch des Chiemsees mit Abwässern. In den 1970er Jahren wurde die Güteklasse als kritisch eingestuft. Erst durch die verstärkte Kanalisierung der Anliegergemeinden und die Schaffung von modernen Klärwerken, u. a. in Kössen und Grassau (Klärwerk Achental der deutschen Achentalgemeinden seit 1977), konnte die Belastung der Gewässer entscheidend verringert werden.
Das Mündungsdelta in den Chiemsee ist als Naturschutzgebiet ausgewiesen.
In den Jahren 1996 bis 2001 wurde die Großache im Bereich Kirchdorf in Tirol im Rahmen des Hochwasserschutzprojektes Kirchdorf renaturiert, indem sie durch Eintiefung der Sohle und Aufweitung der Ufer mehr Abflussraum erhielt. Um auch bei 100-jährigen Hochwasserereignissen Sicherheit zu gewährleisten, wurde die Flusssohle auf einer Länge von 6,5 km um 1,8 m abgesenkt und der Flussquerschnitt auf durchschnittlich 60–100 m verbreitert. Im Flussumland wurden 20 ha Fläche für den Hochwasserrückhalt bereitgestellt. Neben Hochwasserschutz bringt diese innovative Strategie auch Zusatznutzen in Anliegen von Naturschutz und Erholung.
Zur Behandlung der Abwässer im Einzugsgebiet der Großache wurden verschiedene Abwasserzweckverbände, wie der Abwasserverband Reither Ache, gegründet.

## Trivia
Die Achengasse in Wien ist seit 1953 nach der Großache benannt.